# Foenatopus annulitarsus
Foenatopus annulitarsus  (лат.) — вид наездников рода Foenatopus из семейства Stephanidae. Вьетнам, Китай (Yunnan, Guangxi, Taiwan, Hainan).

## Описание
Эндопаразиты насекомых. Длина тела самок 6,5-15 мм, длина переднего крыла 3,6-7,7 мм, длина яйцеклада 7,2-14 мм. Жгутик усиков самок 30-члениковые. От близких видов отличается следующими признаками: голова поперечная на дорсальном виде и эллиптическая  при латеральном взгляде; пронотум с грубой скульптурой.
Основная окраска тела буровато-чёрная (ноги светлее). Голова и 3-й тергит с желтоватыми отметинами. Шея спереди выемчатая, с мелкими бороздками; задняя часть пронотума градуально сливается с оставшейся частью переднеспинки; метаплеврон узкий; жилка 2-SR и 2-SR+M переднего крыла отсутствует; жилка 2-CU1 переднего крыла редуцирована; задние голени сплющены в базальной части; задние лапки самок 3-члениковые.